# Harvest Moon (jogo eletrônico)
Harvest Moon é um jogo eletrônico, originalmente licenciada para Super Nintendo, pela empresa de jogos Natsume (japonesa) em 1996. A versão do Super Nintendo é considerada um dos jogos mais raros do console. 
O jogo foi lançado no Nintendo Wii Virtual Console em 4 de janeiro de 2008 na Europa, e em 11 de fevereiro de 2008 nos EUA.

## Recepção
O jogo recebeu muitos reviews positivos e tem uma avaliação do Gamerankings de 69.52%.
Para o lançamento de Harvest Moon no Console virtual do Wii, a IGN avaliou o jogo em 8,5, louvando do jogo os lindos gráficos de 16 bits e a jogabilidade viciante.